# Ichneumon mixtus
Ichneumon mixtus är en stekelart som beskrevs av Gmelin 1790. Ichneumon mixtus ingår i släktet Ichneumon och familjen brokparasitsteklar. Arten är reproducerande i Sverige. Inga underarter finns listade i Catalogue of Life.